# Condado de Humphreys (Tennessee)
O Condado de Humphreys é um dos 95 condados do Estado americano do Tennessee. A sede do condado é Waverly, e sua maior cidade é Waverly. O condado tem uma área de 1442 km² (dos quais 63 km² estão cobertos por água), uma população de 17 929 habitantes, e uma densidade populacional de 13 hab/km² (segundo o censo nacional de 2000). O condado foi fundado em 1809.